# Hemidactylus bayonii
Hemidactylus bayonii este o specie de șopârle din genul Hemidactylus, familia Gekkonidae, descrisă de Bocage 1893. Conform Catalogue of Life specia Hemidactylus bayonii nu are subspecii cunoscute.